# Tegteza palpalis
Tegteza palpalis là một loài bướm đêm trong họ Noctuidae.